# Automatische knipperlichtinstallatie

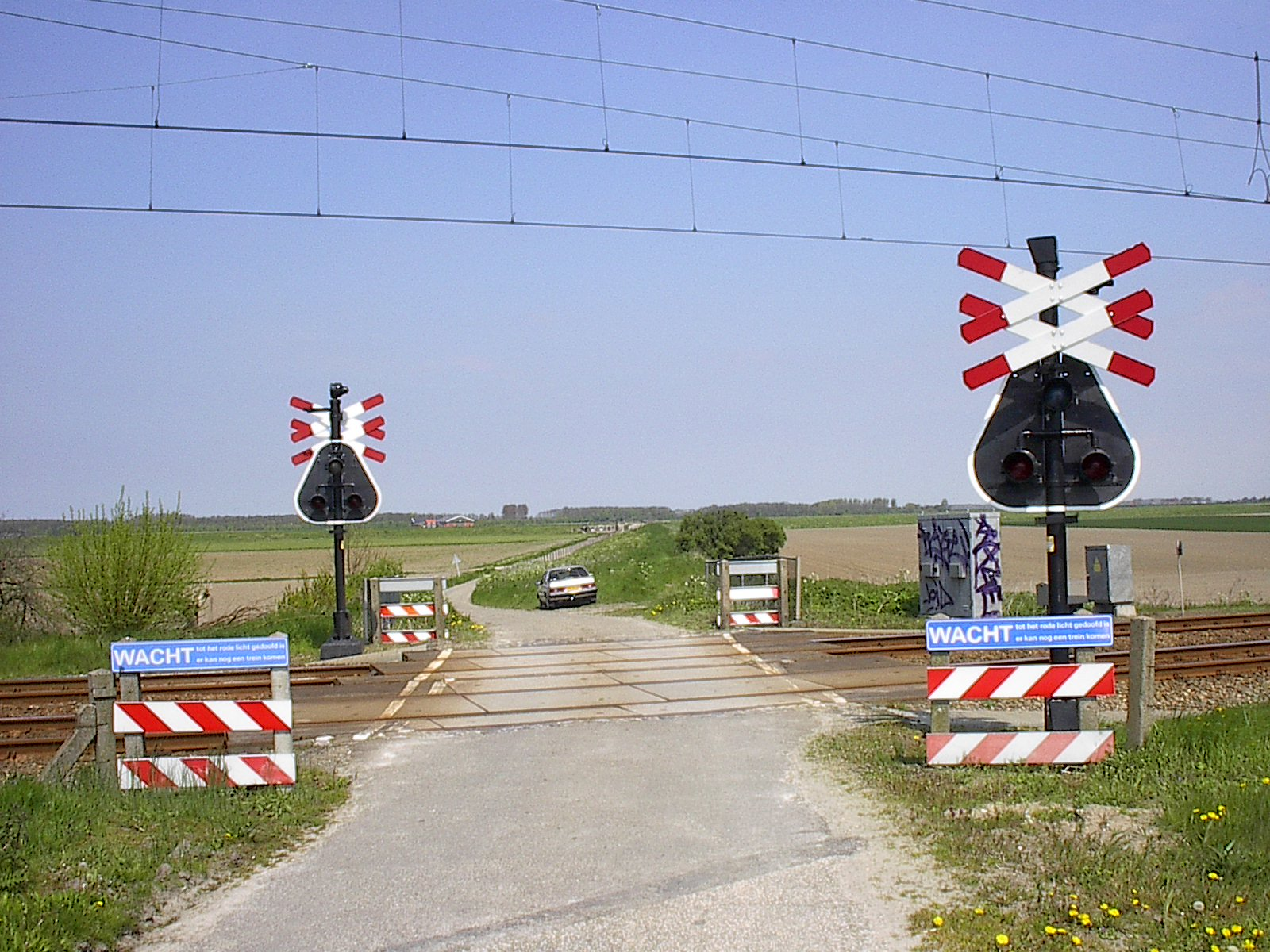
Voormalige AKI (model 1980) bij de overweg Noord Kraaijertsedijk in Goes

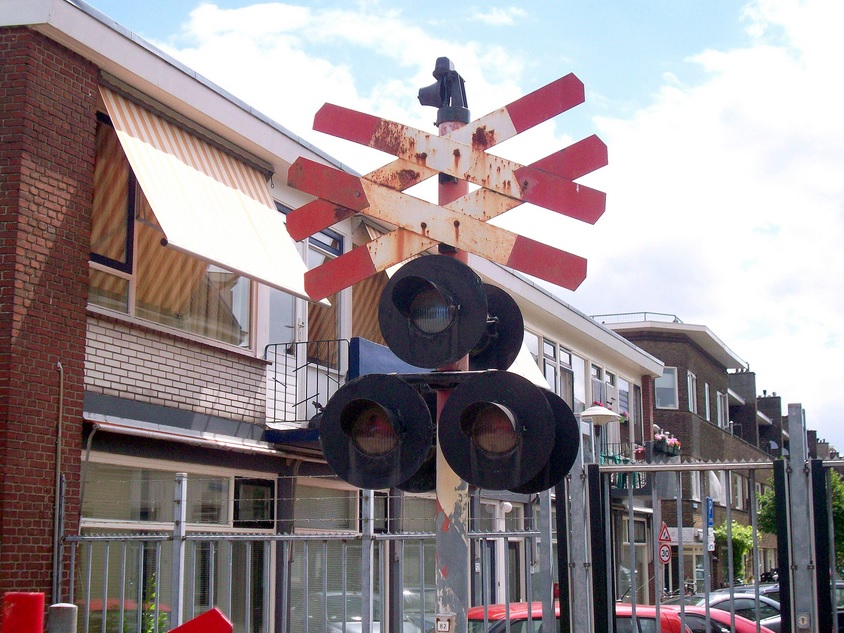
Voormalige AKI (model 1955) op het terrein van het Spoorwegmuseum in Utrecht

Een automatische knipperlichtinstallatie (AKI) is een beveiliging voor overwegen in Nederland die sinds april 2007 bijna niet meer gebruikt wordt. 
Een AKI bestaat uit knipperende lampen en bellen die voor een trein waarschuwen. Er zijn geen overwegbomen. Het overwegtype wordt om die reden voornamelijk gebruikt bij wat rustiger overwegen, buiten de stad.

## Uiterlijk
Oorspronkelijk was er alleen een oranje knipperlicht, dat altijd aan was. Later werd de vorm een vijfhoek, met drie kleuren lichten. Boven in de punt kon een stilstaand oranje licht te zien zijn, en dat betekende storing. Linksonder zat een rood knipperlicht, en rechtsonder een wit knipperlicht. De modernere AKI, vanaf 1955, bevat drie lampen, twee rode (onder) en een witte (boven). De twee rode gaan snel knipperen als er een trein in aantocht is. Als de rode lichten uit zijn knippert het witte licht rustig, ten teken dat de overweg veilig is om over te steken. Vanaf 1955 werd pas een bel toegevoegd. Vanaf de jaren tachtig werd achter de lichten een driehoekig schild met afgeronde hoeken geplaatst. De overweg bevat aan beide kanten van de rails een AKI-paal, die aan beide kanten lichten heeft. Deze zijn tevens uitgerust met andreaskruisen. Opmerkelijk is dat het "maanwitte" licht achter een blauwe lens zit, waardoor het licht witter lijkt dan het in werkelijkheid is. Deze lichtblauwe kleur is alleen van heel dichtbij te zien.
Een AKI wordt doorgaans voorafgegaan door een verkeersbord J11.

## Verschijnen

Het testen van de AKI-overweg met 3 kleuren lichten bij Steenwijk (1936)

In Nederland werd in 1936 bij overweg op de Meppelerweg in de voormalige gemeente Steenwijkerwold de eerste AKI neergezet. Dit betrof een kwikknipperinstallatie. Het knipperen van de lichten werd tot stand gebracht met behulp van een U-vormig buisje waarin zich kwik bevond. Aan het ene uiteinde van de buis bevond zich gas dat verwarmd werd en waardoor het kwik aan het schommelen werd gebracht, aan het andere uiteinde maakte het kwik door de schommelingen contact en daarna daalde het kwik weer, waardoor het contact onderbroken werd. Deze kwikknipperinstallaties hebben tot 2006/2007 dienstgedaan. De STAR beschikt nog over een AKI met kwikknipperinstallatie.

## Verdwijnen
Omdat bij een met een AKI beveiligde overweg, door het ontbreken van overwegbomen en daardoor meer gevaarlijk gedrag, een tien keer grotere kans op ongelukken bestaat, heeft de Nederlandse overheid besloten ze om te bouwen tot de zogenaamde mini-AHOBs, die wél (korte) overwegbomen hebben. Van 2001 tot en met 2007 zijn vrijwel alle 600 AKI's in Nederland ofwel tot mini-AHOB omgebouwd, of opgeheven. Dit is gebeurd in het AKI-AHOB-ombouwprogramma van ProRail. In 2005 zijn de laatste overwegen met AKI aan dit traject gesloten of omgebouwd tot mini-AHOBs. In 2006 is de laatste overgebleven AKI van het traject Amersfoort - Zwolle, aan de Tintelersteeg in Nijkerk, afgesloten.
Op 2 april 2007 is de laatste AKI op het traject Enschede - Zwolle liggende in de Dwarsdijk in het buitengebied tussen Wierden en Nijverdal gesloten en ontmanteld. Een kleine twintig AKI's in Nederland zijn hierna blijven bestaan, omdat de overwegen te breed zijn voor overwegbomen (haven- of industriegebieden), omdat ze op dienstoverpaden liggen, omdat er weinig trein- en wegverkeer is (op sommige industrielijnen) of omdat ze niet van ProRail zijn (bijvoorbeeld museumlijnen).   

### Overgebleven AKI’s
Op verschillende dienstwegen zijn er nog actieve 1980 NS-type AKI’s te vinden, bijvoorbeeld bij Breda, tussen Den Haag HS- en CS en bij Zevenbergschen Hoek. Op rangeerterrein Kijfhoek zijn er ook meerdere te vinden. Dergelijke dienstwegen zijn niet openbaar toegankelijk. 
Op de industrielijn nabij Station Delfzijl zijn in 2023 nog drie openbare AKI-overwegen in gebruik. 
Bij Port Zelande, Ouddorp is er op het traject van Stichting voorheen RTM een NS-type AKI. De witte lampen schijnen hier niet gebruikt te worden. 
In Geleen zijn er rond industriecomplex Chemelot drie ouderwetse, model 1955 AKI overwegen in gebruik, waarvan er wel één is uitgerust met moderne bellen. Verder zijn er op het terrein van Chemelot ook AKI's aanwezig, dan wel met een uniek uiterlijk. 

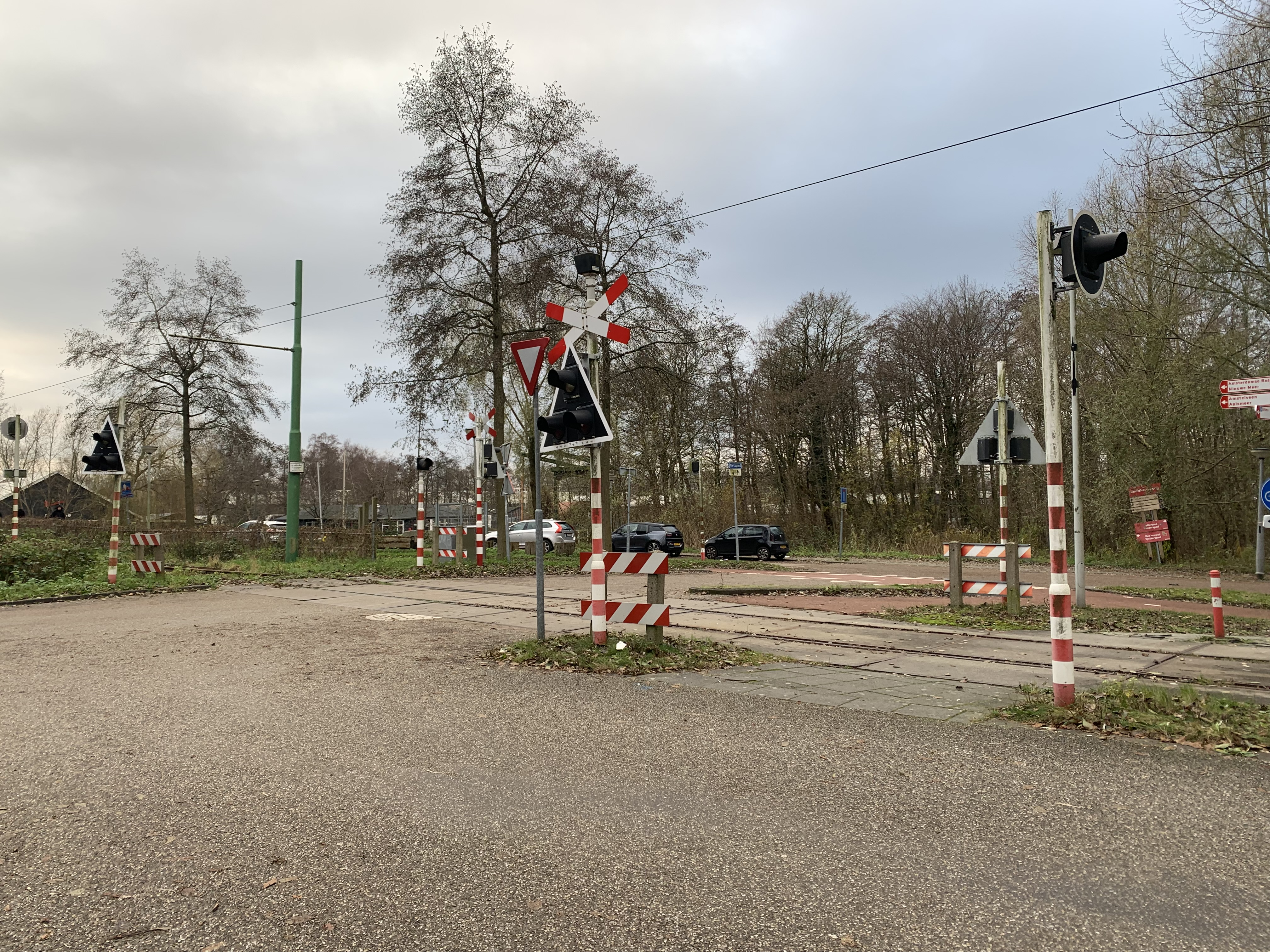
Één van de AKI-overwegen op de Electrische Museumtramlijn

De Electrische Museumtramlijn Amsterdam heeft op drie achtereenvolgende overwegen een uniek type AKI staan. Zo zijn de lampen ingebouwd in een driehoekig schild met onafgeronde punten en stoten de elektrische bellen een uniek geluid uit. Ook krijgen de trams verder voorrang door middel van haaientanden en verkeersbord B6. Een van deze overwegen ligt op de Jachthavenweg, een busbaan die zich afscheidt van de Ringweg Zuid, en is daarom groter uitgevoerd dan de andere twee. In december 2023 was van de drie overwegen alleen die op de Jachthavenweg actief. Het traject van de Museumtramlijn heeft ook overwegen met enkel rode lichten, maar die moeten ter plaatse in- en uitgeschakeld worden. 
Op de Robertweg bij Coevorden is in 2023 nog een unieke AKI-overweg te vinden. Het is uitgevoerd met lampen in de Duitse stijl, maar wel in Nederlandse opstelling. Het heeft overigens Nederlandse andreaskruisen. Deze overweg is buiten gebruik. 
Automatische rode knipperlichten zonder witte lamp zijn er o.a. in De Efteling, Walibi, DierenPark Amersfoort, het Nederlands Openluchtmuseum, bij de RTM, bij de Maasoeverspoorweg, en in het Zuiderpark in Den Haag. Bij laatstgenoemde en in het Spoorwegmuseum zijn er ook mini-aki's mét witte lamp. 

## België
In België waren er in 2007 nog bijna 300 AKI's, waarbij die op tramwegen waarschijnlijk niet meegeteld zijn. Er zijn in 2021 AKI's op MIVB-tramlijn 44 (met bellen), op lijn M1 bij Anderlues, op lijn 3 te Zwijndrecht en op veel plaatsen in Gent, bij laatstgenoemde vaak zonder wit licht. Het witte licht zit in België onderaan. De bel is ook anders dan in Nederland; zij zijn mechanisch en hebben een scherp continu gerinkel. Bij overwegen zonder slagbomen blijven ze doorrinkelen tot de trein of tram voorbij is. Tegenwoordig worden deze vaak vervangen door dezelfde elektronische bellen als in Nederland. In het verleden waren er vele AKI's op de voormalige streektramlijnen van de NMVB/SNCV. Zoals op lijn 90 tussen Charleroi en La Louvière, tot 1993. Tussen Charleroi en Anderlues zijn er nog twee in gebruik. Op de Kusttram-lijn kwamen ze tot 1998 op diverse locaties voor, tot 2011 nog op twee plaatsen, en daarna nog één, in De Panne. In 2021 is ook die laatste vervangen door verkeerslichten.

## Buiten de Benelux
Onder andere in Centraal- en Oost-Europese landen komen veel AKI's met en zonder wit licht voor, en soms met slagbomen. Onder andere in Bulgarije, China en Rusland. Duitsland kent ook AKI's, maar zonder wit licht. 

### AKI in de lucht
Een uitzonderlijke AKI is te vinden in Parc Asterix in Frankrijk. Hoog in de lucht op de Pégase Express achtbaan staat een AKI die lijkt op de Britse uitvoering, terwijl dit in Frankrijk is. Van dichterbij bekeken blijkt het nog gekker, want het is ontworpen in fantasie-"Griekse" stijl, zoals vele andere elementen in het park in Egyptische, Griekse of Romeinse stijl zijn. Onder de lichten zit een verkeersbord "waarschuwing voor vliegende paarden" (Pegasus). Deze AKI is decoratief en heeft dus eigenlijk geen functie, al kunnen de drie rode lampen wel branden.